# Belgické Kongo
Belgické Kongo je označení pro bývalou belgickou kolonii v centrální části Afriky existující od roku 1908, kdy byla založena, do roku 1960, kdy se transformovala na Demokratickou republiku Kongo.

## 1885–1908
Již od 70 let. 19. století byla tato část Afriky předmětem výzkumů zejména Belgičanů, kdy belgický král Leopold II. uspořádal původně vědeckou expedici, založenou na vnesení západní civilizace, zavedení legitimního obchodu, náboženství do těchto koutů Afriky a boji s otroctvím v povodí Konga. Na základě této myšlenky založil i Mezinárodní společenství Konga. Avšak prostřednictvím Henryho Mortona Stanleyho uzavírá smlouvy s náčelníky místních etnických a domorodých kmenů a získává svrchovanost nad územím, která je následně potvrzena v roce 1885 na Berlínském kongresu. Vzniká tedy Svobodný stát Kongo pod patronací Leopolda II. Ačkoliv Kongo mělo být pro krále zdrojem peněz, už od samých počátků byl Leopold nucen překonávat řadu problémů – budování nových dopravních sítí, geografické bariéry a konečně nedořešený problém s arabskými otroky, žijícími podél řeky Lualaba a neuznávající svrchovanost krále. Stát ale dlouho osobním majetkem belgického krále nezůstává, a z rozhodnutí komise, která na popud mezinárodního společenství vyšetřovala brutální zacházení s domorodými obyvateli státu, je nucen postoupit většinu svých práv belgické vládě. Ta se suverenity nad územím ujímá v roce 1908.

## 1908–1950

Malý znak Belgického Konga

Přičlenění k belgické vládě bylo realizováno prostřednictvím smlouvy z 15. listopadu 1908, schválenou belgickým parlamentem v srpnu a králem v říjnu následujícího roku. Kolonie byla spravována generálním guvernérem v Bomě za asistence několika jeho zástupců. V Bruselu byl ustanoven ministr pro kolonie, který předsedal 14členné Radě pro kolonie, z nichž 8 bylo jmenováno králem, 3 byli vybírání Senátem a 3 nižší komorou parlamentu. Kolonie byla rozdělena do 15 administrativních oblastí. Rozpočet pro Belgické Kongo byl schvalován každoročně v belgickém parlamentu.
Vzdělávacímu systému dominovala katolická církev, sporadicky i protestantská církev, a osnovy odrážely křesťanské a západní hodnoty. Například v roce 1948 celých 99,6 % vzdělávacích zařízení bylo řízeno křesťanskými misemi. Vyučování domorodců bylo náboženské a s praktickým zaměřením. Děti se učily číst a psát, trochu matematiky, ale to bylo vše.
Politické řízení bylo řízeno zcela a přímo kolonizátorem, nebyly zde demokratické instituce. Hlavou státu sice zůstal belgický král, ale neměl však již žádný politický vliv, a i když belgická vláda řídila svou kolonii, každodenní povinnosti a rozhodování byly prováděny generálním guvernérem, který byl jmenován jako správce kolonie vládou.
Existoval zde určitý druh apartheidu. Ačkoliv zde nebyly specifické zákony (jako byly v tomto čase v Jižní Africe a na jihu Spojených států), bránění černým v přístupu do některých zařízení bylo častější a segregace de facto existovala ve většině oblastí.

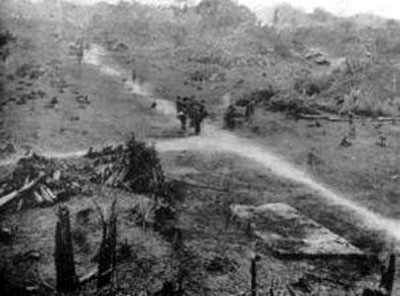
Kácení tropických lesů

V roce 1952 podal generální guvernér Léon Antoine Marie Pétillon sekretáři pro kolonie návrh pro zlepšení situace v Kongu. Tento návrh zahrnoval předání domorodcům více občanských práv, dokonce i volební právo. Avšak belgická vláda se postavila proti tomuto návrhu s odůvodněním, že by to “pouze destabilizovalo situaci v oblasti”. Také další návrh, tentokrát pocházející od některých poslanců parlamentu, začlenit Kongo do Belgického království (což by znamenalo pro domorodé Konžany stát se belgickými občany a získat plná občanská práva), byl odmítnut. Léon Petillon byl však vehementně proti transplantaci belgických politických změn do Konga s odůvodněním, že „by to rozdělilo Belgičany žijící v Kongu“, a ačkoliv dával přednost tomu, aby vzdělání bylo ponecháno v rukou katolických škol, byl přinucen akceptovat založení státních škol. Podobně z důvodu zachování „jednoty“ a proto, že hovořil pouze francouzsky, byl proti zavedení belgických jazykových zákonů do jejích kolonií, což bylo požadováno některými vlámskými politiky. To by učinilo v koloniích nizozemštinu de iure i de facto rovnocennou s francouzštinou, nebo by rozštěpilo kolonie na francouzsky a nizozemsky mluvící části.
V roce 1950 Belgičané experimentovali se záměrem dát domorodcům, zvláště tak zvaným évolués, omezené množství politického vlivu. Tito évolués byli více obeznámeni s Evropou a byli tudíž v očích koloniální vlády považováni za více civilizované černé. Belgie se ale příliš o svou kolonii nezajímala a vláda nikdy neměla vytvořený dlouhodobý strategický plán ve vztahu ke Kongu. Rozdílně přistupoval ke kolonii belgický král Baudouin I. Ten měl během své první návštěvy v roce 1955 a i po ní živý zájem o tuto největší belgickou kolonii. Baudouin se stal králem v roce 1951, poté co jeho otec Leopold III. byl nucen abdikovat kvůli kontroverzi, která vznikla pro způsob jakým jednal při okupaci Belgie s nacistickým Německem. Nový král byl považován za odměřeného a společensky těžkopádného. Belgický tisk napsal, že se zdá, že král během své návštěvy Konga „rozkvetl“ - podle jeho názoru díky obrovským davům jásajících lidí, jak černých, tak bílých obyvatel Konga.
Kontrast s jeho druhou návštěvou v roce 1959, pro kterou se rozhodl jednostranně, a podle některých belgických politiků té doby neústavně, cíleně se pokusit oddálit nezávislost země, nemohl být větší. Po jeho příletu do Leopoldville po něm rozezlení černoši, nespokojení s uvězněním Patrice Lumumby, házeli kameny. Ačkoliv přijetí v jiných městech bylo podstatně lepší, výkřiky „ať žije král“ byly často následovány výkřiky „okamžitou nezávislost“; skutečně, velké množství černých žilo v domnění, že Baudoin přiletěl do Konga, aby mu přiznal nezávislost.

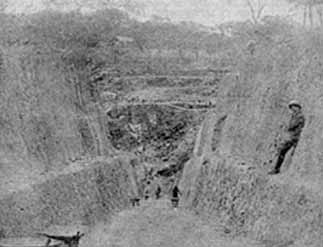
Uranový důl v Shinkolobwe, Horní Katanga

Belgické Kongo, zvláště kolonie Shinkolobwe, bylo jedním z hlavních exportérů uranu do Spojených států během druhé světové války a studené války. Kolonie poskytovala uran, ze kterého byly vyrobeny bomby svržené v roce 1945 na japonská města Hiroshimu a Nagasaki.
Dokonce ještě v padesátých letech 20. století existovala v Kongu nucená práce a průměrný věk byl nižší než 40 let.

## Růst nacionalismu
První problémy začaly již v padesátých letech vznikem dvou forem nacionalismu. Nacionální hnutí – nad kterým belgické úřady do určité míry přivíraly oči – podporovalo územní nacionalismus, ve kterém by se Belgické Kongo po získání nezávislosti stalo jedním, politicky jednotným státem. V opozici stál etnicko-náboženský a regionální nacionalismus ovládající oblast Bakongo na západním pobřeží, dále Kasai a Katangu.
V počátcích 50. let 20. století tato vznikající nacionalistická hnutí vyvíjela tlak na Belgii, aby transformovala Belgické Kongo v samosprávný stát. Když Belgie ratifikovala článek 73 Charty Spojených národů, který prosazoval sebeurčení, obě nacionální hnutí vyvíjely tlak na Belgii, aby reformovala svou politiku vůči Kongu. Odpověď belgické vlády byla zcela vlažná. Nicméně belgický profesor Antoine van Bilsen v roce 1955 publikoval pojednání s názvem Třicetiletý plán pro politickou emancipaci Belgické Afriky.
Tento časový plán se dožadoval postupné emancipace Konga v třicetiletém časovém horizontu - nutné období, ve kterém Van Bilsen předpokládal vytvoření vzdělané elity, která by měla nahradit Belgičany ve vládních pozicích. Belgická vláda a mnoho évolués pohlíželi na tento plán s podezřením - belgická vláda proto, že by to v konečném efektu znamenalo vzdání se Konga, a évolués proto, že by Belgie ještě ovládala Kongo následujících třicet let. Skupina katolických évolués odpověděla souhlasně na tento plán v provolání v konžském časopisu Conscience Africaine („Svědomí Afriky“) s jedinou výhradou, kterou byl počet domorodých Konžanů, kteří se na plánu měli podílet. Úspěšná návštěva krále Baudouina v tom samém roce měla za následek, že mnozí v belgické vládě i belgický tisk odmítli samu ideu samostatnosti, neboť se jevilo, že Konžané jsou velmi loajální Belgii a její monarchii. Podobně i zahraničním pozorovatelům, například zahraničnímu korespondentovi Manchester Guardian, připadalo, že belgický paternalismus funguje a porovnali belgické, zdánlivě loajální a nadšené poddané s neklidnými francouzskými a britskými koloniemi, ale většinou nevzali v úvahu představu mnohých Konžanů, že Baudouin přijel, aby ukončil špatné zacházení bílých kolonizátorů s domorodci.

### ABAKO
Viz článek : ABAKO

### Mouvement National Congolais
Paralelně k těmto událostem vznikl Mouvement National Congolais (technicky zformován byl již v roce 1956). MNC pod vedením charismatického budoucího prezidenta Patrice Lumumbeho chtěl sjednotit celé teritorium a dosáhnout nezávislosti. Popularita strany se rychle šířila - nejprve do 4 provincií (tehdy bylo území roztříštěno na provincií 6). V roce 1959 se z MNC odštěpila strana vedená Josephem Kalonjiou a jinými vůdci, kteří spíše požadovali umírněnější politiku strany (odštěpená skupina byla nazvána Mouvement National Congolais-Kalonji). Navzdory vnitřní rozštěpenosti strany, Lumumbova levicová frakce (Mouvement National Congolais-Lumumba) a MNC vystupovali jako nejdůležitější a nejvýznamnější strana v Belgickém Kongu. Ačkoliv Belgie byla proti Lumumbovi a jeho levicovým názorům, protože se vážně obávala, že po Lumumbově získání moci by mohla přijít o finance získané z obchodů a surovin, po prvních svobodných volbách Belgie musela uznat Lumumbu ve funkci premiéra.

### 1959 až 1960: příprava na nezávislost
V návaznosti na nepokoje v Léopoldville v březnu 1959 a uvězněním Kasavubua, který původně počítal s legalizací všech konžských politických stran, následovaly všeobecné volby ve všech provinciích v Kongu. V předvolebním období se zformovaly tři aliance: koalice federalistických nacionalistů, která zahrnovala šest separatistických stran a organizací, dvěma z nich byla i ABAKO a MNC-Kalonji; MNC-Lumumba a konečně i „silný muž“ z Katangy Moise Tshombe. Od 20. ledna do 20. února probíhala jednání u kulatého stolu v Bruselu. Cílem bylo připravit zemi na celostátní volby. Legislativní a provinční volby se pak konaly v květnu a přinesly nové cleavages a aliance (vysoký počet hlasů pro ABAKO), proto bylo nutné dosáhnou kompromisu - Joseph Kasavubu byl parlamentem zvolen jako prezident, Lumumba jako předseda vlády.

## Generální gubernátoři
- Baron Théophile Wahis (listopad 1908 - květen 1912; jmenován Leopoldem II v roce 1900)
- Félix Alexandre Fuchs (květen 1912 – leden 1916)
- Eugène Joseph Marie Henry (leden 1916 – prosinec 1921)
- Maurice Eugène Auguste Lippens (leden 1922 – leden 1923)
- Martin Joseph Marie René Rutten (leden 1923 – prosinec 1927)
- Auguste Constant Tilkens (prosinec 1927 – září 1934)
- Pierre Marie Joseph Ryckmans (září 1934 – červenec 1946)
- Eugène Jacques Pierre Louis Jungers (červenec 1946 – leden 1952)
- Léon Antoine Marie Pétillon (leden 1952 – červenec 1958)
- Henri Arthur Adolf Marie Christopher Cornelis (červenec 1958 – červen 1960)